# Julian Green
Julian Wesley Green (nascut el 6 de juny de 1995) és un jugador professional de futbol que juga com a extrem pel Greuther Fürth alemany i la selecció de futbol dels Estats Units.